# Tito Álvarez
Alberto Álvarez o Tito Álvarez (Barcelona, 1976) és un taxista. És conegut per haver liderat la vaga dels taxistes del gener de 2019 a Barcelona i les negociacions amb el Govern per regularitzar el sector dels VTC.
De mare andalusa i pare asturià, viu a Nou Barris de Barcelona amb la seva família. Va arribar al món del taxi el 2014, com assalariat, i al principi havia de dormir en caixers a les nits. Esdevingué popular entre els taxistes per la seva participació en el programa de ràdio per taxistes El avispero, amb un tarannà humil i autocrític.
És portaveu de l'associació que va crear amb altres companys, Elite Taxi, amb 2.000 socis i present a 13 ciutats espanyoles i 20 d'arreu. Hi ha qui ha relacionat la manera de manifestar-se d'aquesta entitat amb els Boixos Nois. Esdevingué la cara més visible de la vaga de taxistes de Barcelona, el líder de les negociacions per arribar a un acord amb el Govern que condemnava els VTC i la seva dimissió va portar a una votació amb urnes per desconvocar la vaga que va acabar amb l'acceptació de l'acord amb el Govern. Acabada la vaga dels taxistes a Barcelona, va anar a donar suport a les protestes dels taxistes de Madrid.
Políticament, és proper a Podemos i la CUP i admira Ada Colau.